# Radiodistribuție
Radiodistribuția reprezintă distribuirea programelor pe linii de telecomunicații unui număr de receptoare. Serviciile de radiodistribuție sunt realizate prin intermediul rețelei de radiodistribuție, care constă din centrul de radiodistribuție (ansamblul de construcții și instalații destinate radiodistribuției și, eventual, elaborării și transmiterii unor programe locale) și rețeaua de cabluri instalată pe un anumit teritoriu. Radiodistribuția sonoră distribuie programele de radiodifuziune sonoră pe linii de telecomunicații unui număr de receptoare, folosind fie frecvențe audio, fie frecvențe radio mosulate. În mod normal, pentru acest sens se folosește termenul de „radioficare”. Radiodistribuția vizuală distribuie programele de televiziune pe linii de telecomunicație unui număr de receptoare în televiziune. Aceasta se mai numește și „videodistribuție”.